# Opel 16/18 PS
L'Opel 16/18 PS est une voiture de la catégorie luxueuse construite par Adam Opel KG de 1904 à 1906 en tant que modèle de milieu de gamme dans la catégorie des luxueuses.

## Historique et technologie
La même année, la plus petite 14 PS et la plus grande 30/32 PS sont apparues avec des cylindrées de respectivement 2,4 et 4,7 litres. Toutes ces voitures étaient encore construites sous licence Darracq.
Le moteur était un moteur quatre cylindres d'une cylindrée de 3 054 cm³ (alésage × course = 90 mm × 120 mm). Il produisait 18 ch (13,2 kW) à 1 200 tr/min. Le moteur à commande latérale était refroidi par eau. La puissance du moteur était transmise à l'essieu arrière via un embrayage à cône en cuir, une boîte de vitesses manuelle à trois vitesses avec levier sur le volant et un arbre à cardan. La vitesse maximale de la voiture était de 60 km/h.
Le cadre était constitué de profilés en acier et il était renforcé de bois. Les deux essieux rigides étaient suspendus à des ressorts à lames semi-elliptiques. Le frein de service agissait sur l'arbre à cardan. Le frein à main a été conçu comme un frein à tambour agissant sur les roues arrière.
Il y avait trois styles de carrosserie, un phaéton à deux places, un tonneau à quatre places et une voiture de tourisme à quatre places. La variante la moins chère (le phaéton) coûtait 10 500 Reichsmark.
En 1906, la construction de la 16/18 PS est arrêtée. La successeur a été le modèle 14/20 PS.